# DZMM-AM
DZMM-AM som är känd som DZMM Radyo Patrol 630 är en filippinsk AM-radiostation ägd av ABS-CBN Corporation och sänder över Metro Manila. Stationen ligger i ABS-CBN Broadcasting Center i Quezon City, Filippinerna. Den är en av de populäraste radiostationerna i Metro Manila med en marknadsandel på 24,66 procent.
DZMM tillsammans med ABS-CBN:s övriga radio- och TV-stationer slutade sända 5 maj 2020 eftersom deras licenser inte hade förnyats.

## Program

### Nyheter
- DZMM Balita Ngayon (nyhetsuppdatering varje tim)
- DZMM Radyo Patrol Flash Report (up-to-the-minute breaking news)
- Gising Pilipinas (1990)
- Radyo Patrol Balita (2001)
  - Radyo Patrol Balita Alas-Dose (vardagar)
  - Radyo Patrol Balita Alas-Dose: Sabado/Linggo (helger)
  - Radyo Patrol Balita Alas-Kwatro ng Umaga (helger)
  - Radyo Patrol Balita Alas-Siyete (vardagar)
  - Radyo Patrol Balita Alas-Siyete: Sabado/Linggo (helger)
- TV Patrol sa DZMM (2001) (från ABS-CBN)
- Garantisadong Balita (2013)
- Headline Pilipinas (2016)
- Bandila sa DZMM (2006–2011; 2017) (från ABS-CBN)
- On the Spot (2017)

### Kommentar
- Failon Ngayon sa DZMM
- Kabayan (Kapangyarihan ng Mamamayan, Balita at Talakayan) (1986–2001; 2010-nutid)
- Magandang Morning with Julius and Zen (2011)
- Pasada Sais Trenta (1999)
- Ito ang Radyo Patrol (2002)
- Omaga-Diaz Report (2014)
- Pintig Balita (2004)
- Dos Por Dos (2001)
- Lima at Logan: Tandem! (2018)
- Sagot Ko Yan! (2012)
- SRO: Suhestyon, Reaksyon at Opinyon (2010)

### Offentligtjänst
- Red Alert sa DZMM (2013)
- MMDA Metro Traffic Live (2011)
- SOCO sa DZMM (2005)
- Lingkod Kapamilya sa DZMM (2017)

### Lag och rättvisa
- Usapang de Campanilla (2004)
- Konek Todo (2018)

## Kända personligheter
- Gus Abelgas
- Kim Atienza
- Julius Babao
- Doris Bigornia
- Dyan Castillejo
- Winnie Cordero
- Niña Corpuz
- Karen Davila
- Noli de Castro
- Ogie Diaz
- Alvin Elchico
- Ted Failon
- Gretchen Fullido
- Leo Lastimosa
- Joey Lina
- Marc Logan
- Peter Musñgi
- Ambet Nabus
- Henry Omaga-Diaz
- Amy Perez
- Cory Quirino
- Tina Marasigan
- Harry Roque
- Bo Sanchez
- Charo Santos-Concio
- Bernadette Sembrano
- Anthony Taberna
- Lorenzo Tañada III
- Ariel Ureta
- Tony Velasquez
- Freddie Webb